# تاریخ سری سلطان در آبسکون
تاریخ سرّی سلطان در آبسْکون فیلم‌نامه‌ای از بهرام بیضایی دربارهٔ حملهٔ مغول به ایران و فرارِ علاءالدّین محمّد خوارزمشاه به جزیرهٔ آبسکون است که در سالِ ۱۳۶۳ نوشته و بهارِ ۱۳۶۵ منتشر شد.
داستان آن از این قرار است که دادگاهی در آبسکون برگزار می‌شود که ارواح مردگان شاکی و قاضی هستند و سلطان محمّد خوارزمشاه متّهم است، و در این دادگاه فجایع حکومت سلطان آشکار می‌شود. در واقع سلطان با تجسم اعمال خود «در هیئت جذامیان لنگ و کور یا آدم‌های زخم‌خورده و خونین» مواجه می‌شود و وقتی ملازمانش او را ترک می‌کنند، امیر قُتلق، تنها یار وفادارش، را از روی توهم می‌کشد و در نهایت خود به مرگ محکوم می‌شود.
این اثر، با مرگ یزدگرد و دیباچه‌ی نوین شاهنامه، یکی از سه اثر بیضایی است که از شخصیت‌های تاریخی بهره می‌برد، هرچند به تاریخ نمی‌پردازد. به گفتهٔ بیضایی «کسی در آبسکون نبوده که تاریخ سلطان محمد خوارزمشاه در انزوا را بنویسد!» به نوشته زوبین زند، این اثر از لحاظ ساختار و پرداخت به مرگ یزدگرد شبیه است.
محمود صباحی در یک تاریخ درام و یک درام تاریخی این فیلم‌نامه را با نمایشنامهٔ تیمور ملکِ ساتم الغ‌زاده تطبیق داده است.

## اجرا
این فیلم‌نامه فیلم نشده است. سالِ ۱۳۷۴ ساختنِ فیلمی از این فیلم‌نامه به کارگردانیِ بیضایی مطرح شد و اجازهٔ دولتی گرفت، ولی به سرانجام نرسید. فیلم کردن این فیلم‌نامه مستلزم امکانات و هزینه‌های فراوانی بود که فراهم نشد. در سال ۱۳۸۵، نمایشی از آن به کارگردانی بهنام علی‌بخشی در تالار علامه رفیعی قزوین بر صحنه رفت.
به گفتهٔ حسین محجوب، طرح این اثر کار او بوده و پیش از آنکه پیشنهاد نگارشش را برای «ارتقای نوشته» به بیضایی بدهد، از تلویزیون مجوّز گرفته و تصویب شده بود. با این همه، چون از نگارش بیضایی خوشش نیامده آن را فیلم نکرده است. حسین محجوب می‌خواسته «تنهایی محمد خوارزمشاه را در روزهای آخر زندگی‌اش» نشان دهد و روی «دنیای درونی او در روزهای آخر عمرش» تأکید داشته است. بعداً حقوق اثر به واروژ کریم مسیحی منتقل شده ولی در نهایت فیلم نشده است.